# Yaoxing Lun
Yaoxing Lun (Yao-hsing Lun (lingua cinese 藥性論 e 药性论), letteralmente Trattato sulla natura delle erbe medicinali, è un trattato cinese del VII secolo (dinastia Tang) sull'erboristeria.